# کوهی کوراتا
کوهی کوراتا (انگلیسی: Kohei Kurata؛ زادهٔ ۲۲ سپتامبر ۱۹۹۰) بازیکن فوتبال اهل ژاپن است.